# Diplolaena cinerea
Diplolaena cinerea är en vinruteväxtart som beskrevs av Paul G. Wilson. Diplolaena cinerea ingår i släktet Diplolaena och familjen vinruteväxter. Inga underarter finns listade i Catalogue of Life.